# 天舟六号
天舟六号货运飞船是天舟系列货运飞船的第六次飞行任务，于2023年5月10日21时22分许从中国文昌航天发射场使用长征七号运载火箭发射升空，并采取6.5小时快速自主交會對接方案，于5月11日凌晨5时16分与空間站組合體在軌完成交会对接。2024年1月12日，天舟六号撤离空间站组合体；1月19日，飞船受控再入大气层，任务结束。
執行本次任務的天舟六號飛船是天宮號空間站的第十一个对接组件、第九艘到訪航天器以及第五艘無人貨運飛船，该飞船同时也是天舟六号至十一号批次中所生产的六艘飞船中的第一艘，其密封舱相较前一批次具有比较大的改进，货物运输能力经过改良可提升500公斤，由过去的6.9吨提升到了7.4吨。本次任务是空间站应用与发展阶段执行的首次货运补给任务，自本次任务起，天舟货运飞船的常态化补给发射频率将由一年两艘（间隔6个月）调整过渡至两年三艘（间隔8个月）。

## 任务历史
2023年3月12日，中国载人航天工程办公室有关部门发布消息称，天舟六号货运飞船已完成出厂的相关工作，并已运往文昌航天发射场，将瞄准该年5月左右执行货运发射任务。
2023年4月13日，执行天舟六号飞行任务的长征七号遥七运载火箭已顺利运抵文昌航天发射场，将与先期运抵的天舟六号货运飞船一同在发射场区开展相关的总装和测试工作，截至此时发射前的各项准备工作均进展顺利。
2023年5月7日，天舟六号货运飞船与长征七号遥七运载火箭组合体垂直转运至发射区。9日上午，完成发射前系统间全区合练。
2023年5月10日21时22分，天舟六号于文昌航天发射场发射。
2023年5月11日05时16分，天舟六号采用自主快速交会对接模式，成功对接空间站天和核心舱后向端口。
2024年1月12日16时02分，天舟六号从空间站组合体撤离，转入独立飞行阶段，准备择日再入大气层销毁。
2024年1月19日20时37分，天舟六号货运飞船已受控再入大气层，飞船绝大部分器件在再入大气层过程中烧蚀销毁，少量残骸落入预定安全海域。

## 运载物
本次任务共携带了约7.4吨的上行货物，较以往的6.9吨有较大提升，同时还加注了约1.75吨重的推进剂，其中有700公斤左右用于补加空间站以供姿态控制和轨道抬升。
天舟六号为天舟货运飞船全密封构型的改进型，通过将推进舱贮箱配置由8个减少至4个、并将货舱后锥段中的设备转移至原贮箱位置、再将后锥段由非密封段改为密封舱段等改良设计，该批次的天舟飞船加压密封舱的容积增加了20%，从18.1立方米提升至22.5立方米，使其一举成为了当时世界上运货能力最强的货运飞船之一。
天舟六号此次运送的物资种类和过去相差不大，主要包括服装、食品、饮用水等，其中有近70公斤水果用于同时保障神舟十五号和十六号乘组的食用需求，是天舟五號攜帶重量的約兩倍，此外还搭载了可作为空间站燃料推进剂备份用的电推进氙气瓶，以及新型光學雷達、連理衛星和超臨界流載荷等实验载荷。
- 物资总重：7.4吨
  - 推进剂：1.75吨（0.7吨用于补加）

## 圖集

研制中的天舟六号飞船
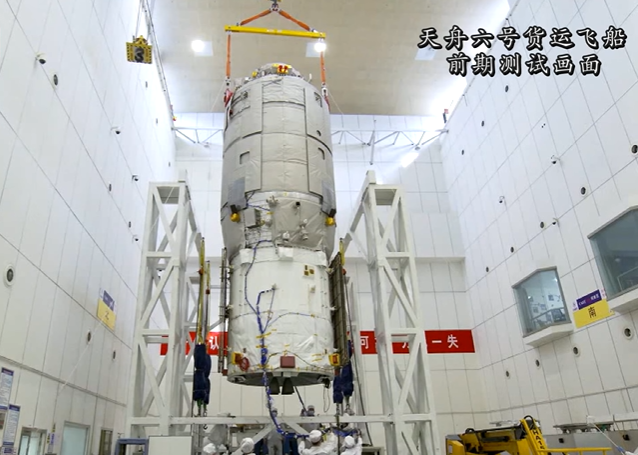
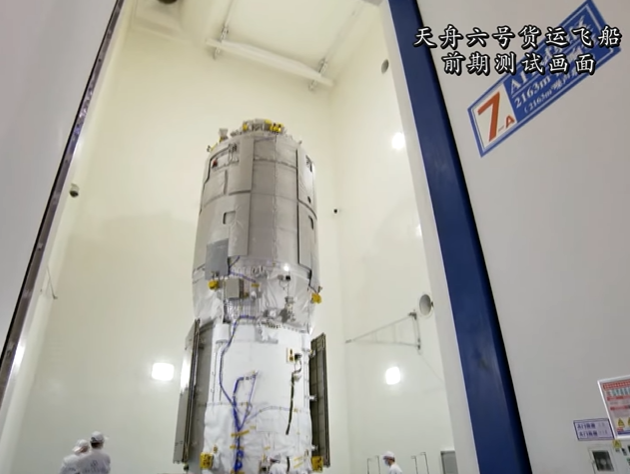
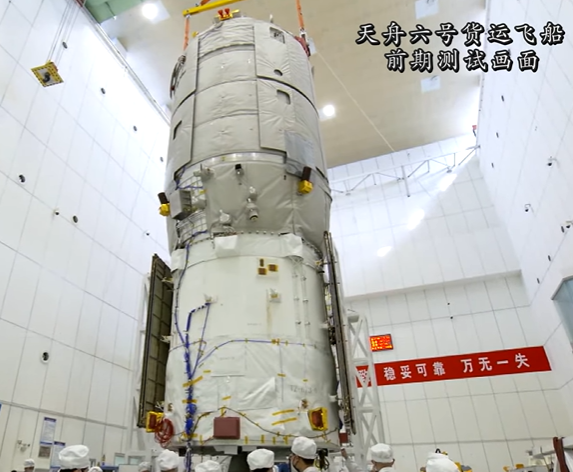
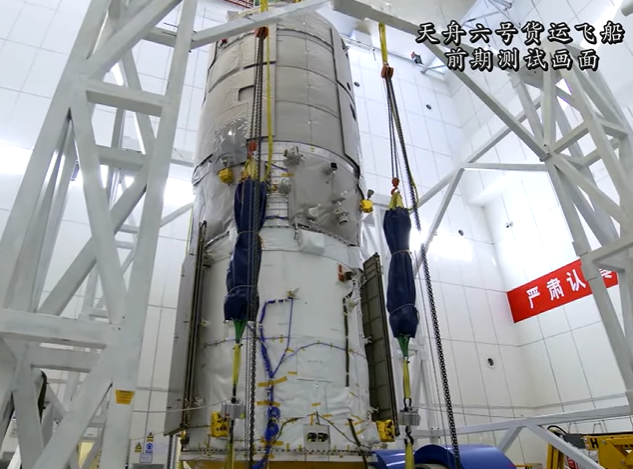
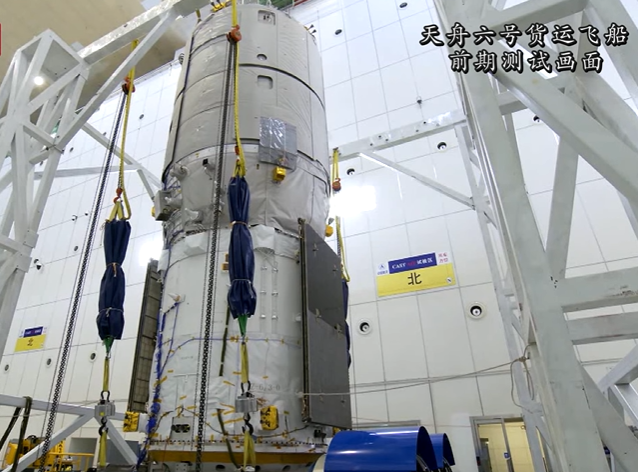

## 任务标识
天舟六号任务标识在2023年2月15日至3月6日征集，3月8日至3月15日对10个候选方案开展网络投票，3月21日选定方案。天舟六号任务标识是中国载人航天工程首批面向全社会公开征集的任务标识之一，天舟六号是首个使用此类任务标识的飞行任务，标识设计者为笑傲天宫文化艺术（北京）中心。
天舟六号任务标识外围艺术化处理为货运飞船对接口轮廓，更具科技感；空间站设计使用不同角度来更好地表现和突出当前任务飞船状态，并用黄色轮廓突出当前任务天舟六号飞船对接位置；空间站白色配色使其在深蓝色背景中脱颖而出；任务飞船型号数字字体“6”设计彰显了现代感、科技感，寓意速度和轨迹。